# Armijs'ka (metropolitana di Charkiv)
La stazione di Armijs'ka (Армійська, ), in russo Armejskaja (Армейская), è una stazione della metropolitana di Charkiv, sulla linea Cholodnohirs'ko-Zavods'ka.
Prima del 17 maggio 2016, il nome della stazione era Radianskoii Armii (in ucraino Радянської армії?, in russo Советской армии?). Il cambio di nome avvenne in conformità al processo di decomunistizzazione in Ucraina.
Fino al settembre del 2023, inoltre, la stazione era decorata con delle stelle rosse sovietiche, poi sostituite con i simboli del tridente ucraino e dello stemma di Charkiv.

## Storia
La stazione di Armijs'ka venne attivata il 23 agosto 1978 come parte della tratta da Moskovs'kyj prospekt a Industrial'na della linea Cholodnohirs'ko-Zavods'ka.

## Strutture e impianti
Si tratta di una stazione sotterranea, con due binari (uno per ogni senso di marcia) serviti da una banchina ad isola.